# 柳沢正史
柳沢 正史（やなぎさわ まさし、1960年5月25日 - ）は、日本出身の医学者（睡眠医科学）、医師。医学博士（筑波大学・1988年）。筑波大学国際統合睡眠医科学研究機構機構長・教授、文化功労者。筑波大学基礎医学系講師、京都大学医学部講師、テキサス大学ダラス校サウスウェスタン医療センター教授（現在は客員教授）などを歴任した。株式会社S’UIMINの取締役CSO会長も兼務している。

## 概要
東京都練馬区出身の医学者、および、医師である。内皮由来血管収縮因子「エンドセリン」と、睡眠覚醒を制御する神経伝達物質「オレキシン」の発見者の一人。座右の銘は「真実は仮説より奇なり」、「良い問いを見出すことは、問いを解くことより難しい」。

## 来歴
私立武蔵中学校・高校を経て、筑波大学医学専門学群・大学院医学研究科博士課程修了。31歳で渡米し、テキサス大学サウスウェスタン医学センター教授とハワードヒューズ医学研究所研究員を2014年まで24年にわたって併任。2010年に内閣府最先端研究開発支援プログラム（FIRST）に採択されたことを受けて、筑波大学に研究室を併設。2012年より文部科学省世界トップレベル研究拠点プログラム 国際統合睡眠医科学研究機構（WPI-IIIS）機構長・教授、株式会社S'UIMIN代表取締役社長、現在に至る。米国科学アカデミー正会員。
米国睡眠学会 Outstanding Scientific Achievement Award（2006年）、米国生理学会 The Walter B. Cannon記念講演（2015年）、紫綬褒章（2016年）ベルツ賞（2017年）、朝日賞（2018年）など受賞多数。趣味はフルート演奏とクラシック音楽。
キリスト教徒である。洗礼を受けたのは大学院2年時であり、2024年７現在は筑波バプテスト教会教会員。フルートで賛美奉仕も行っている。
大学の1年後輩だった妻がいる。

### 幼少期〜学生時代
母親によると、小学校の1年生のときから将来研究者になりたいと言っていたそう。当時から観察が好きで、近所のきれいな小川に行って、水がどのように流れ、渦をまくのか1時間ぐらいじっと観察していたことがある。
臨床医で電気生理学の研究をしていた父親のアドバイスで、これからは生物学、特に分子生物学が面白くなること、また医学部に行けば人間の生物学について網羅的に学べる機会が与えられることを知り、1979年医学部に進学。
医学部卒業時、「今日の患者ではなく、明後日の患者を治したい」と考え、研究者として基礎研究に専念することを決意。

### 研究者の道へ
1985年筑波大学医学専門学群卒業と同時に、同大学院医学研究科博士課程へ入学し、筋肉の生化学を研究していた眞崎知生に師事。分子生物学の技術を習得するため、岡崎の基礎生物学研究所へ1年間国内留学していた。
1987年、それまで従事していた筋肉の収縮タンパク質の分子生物学とは別に、自身のアイデアで血管内皮由来の血管収縮物質を探索するプロジェクトを立ち上げた。その成果を、内皮由来血管収縮因子エンドセリンとして1988年にネイチャー誌に報告。この論文は現在までに1万回以上引用されている。1988年筑波大学大学院修了、医学博士。博士論文は「エンドセリンの発見」。この発見により多くの製薬会社がエンドセリン受容体拮抗薬の開発に着手。
1989年筑波大学基礎医学系講師に就任。主任教授の眞崎知生の異動に伴い、1991年京都大学医学部講師に就任。

### アメリカでの研究生活
1991年、テキサス大学医学部教授のジョセフ・ゴールドスタイン、マイケル・ブラウンからスカウトされ、テキサス大学サウスウェスタンメディカルセンター准教授及びハワード・ヒューズ医学研究所准研究員に就任。ダラスに移住後、アメリカ合衆国国籍（市民権）を取得している。
当時のフロアの両隣は、その後ノーベル賞受賞者となるトーマス・スードフとブルース・ボイトラーの研究室だった。
1994年、エンドセリンあるいはエンドセリン受容体遺伝子の変異が神経堤由来組織の発生異常をもたらし、ヒルシュスプルング病の原因となることを突きとめた。
1998年、テキサス大学の柳沢研究室に留学していた櫻井武とともに、オーファン受容体の内因性リガンドとして新規神経伝達物質オレキシンを発見。その産生細胞が食欲や体重調節に関与する視床下部外側野にのみ存在し、オレキシンの急性中枢投与で摂食行動が促進されること、絶食後にはオレキシン産生が増加することが分かり、「オレキシン」と命名。ところが、マウスのオレキシン遺伝子を欠損させても食欲減退や体重減少は見られないことが判明。マウスが夜行性であることから夜間の行動を赤外線カメラで観察することを長期の奮闘の末に思いつく。その結果、活動していたマウスが突然動かなくなる症状に気づき、これがヒトの睡眠障害ナルコレプシーの症状と酷似していることを突き止め、オレキシンが睡眠覚醒を制御しているという発見をした。
1998年、スタンフォード大学の研究チームが、独立して同物質を発見しハイポレクチンと名付け、2000年には、ヒトのナルコレプシーもオレキシンの欠乏によって起こることを報告した。スタンフォード大学の西野精治も研究チームに名を連ねている。
2017年、柳沢は長瀬博との共同研究でオレキシン受容体作動薬YNT-185を創出し、YNT-185がナルコレプシーの病因治療薬として有効であることをマウスにおいて示した。

### アメリカから日本へ
2001年に、戦略的創造研究推進事業(ERATO)「柳沢オーファン受容体プロジェクト」総括責任者に就任、日本科学未来館に研究室を構え、2007年までの間、日米を往復して研究を行う。
2010年4月からは、内閣府の最先端研究開発支援プログラム(FIRST)に採択されて18億円の研究費を獲得、日本の母校筑波大学に研究室を併設し、教授を兼任。さらに2012年、文部科学省世界トップレベル研究拠点プログラム（WPI）に採択され、新設された筑波大学国際統合睡眠医科学研究機構(IIIS)機構長に就任した。
同時期に、ランダムに突然変異を入れた数千匹のマウスから睡眠・覚醒に異常のある個体を探索するという大規模なプロジェクトを始めた。
睡眠覚醒のメカニズムについては未解明の部分が多いことから、仮説を立てずに表現型をスクリーニングする「フォワード・ジェネティクス」という手法を用いて探索研究を行う。ノンレム睡眠時間と睡眠要求が大幅に増加する「スリーピー」と名付けた変異家系と、レム睡眠が著しく減少する「ドリームレス」と名付けた変異家系を樹立することに成功し、2016年にはスリーピーにSik3遺伝子変異を、ドリームレスに Nalcn遺伝子変異を報告した。この6年越しの研究により、睡眠・覚醒制御に重要な全く新しいメカニズムに迫る2つの遺伝子を見出した。
2018年1月、「オレキシンの発見と睡眠・覚醒に関する研究」で2017年度朝日賞を受賞。式典のスピーチでは「科学の仮説とは、しょせん人間が小さな頭脳で考えたストーリーにすぎません。目の前のデータがすべてで、自分の仮説をその上に置くことは許されないことなのです」と語った。
2018年6月13日、柳沢チームの研究により、マウスの実験で脳内の80種類のタンパク質の働きが活性化することで眠気が誘発されることが発見されたとネイチャー電子版に発表された。柳沢らはタンパク質が睡眠を促すことで神経を休息させ、機能の回復につながるという見方を示し、睡眠障害の治療法開発につながる可能性を指摘した。
2021年、柳沢がプロジェクトマネージャー (PM) を務める研究プロジェクト『睡眠と冬眠:２つの「眠り」の解明と操作が拓く新世代医療の展開』が、ムーンショット型研究開発事業に採択された。

## 趣味
小学校6年よりフルートを習い、それ以来フルート演奏やクラシック音楽が趣味。小学生のときにピアノも習っていたが、真面目に練習しなかったため演奏の腕は全く上がらず。しかしピアノ教室の先生は世界的ピアニスト海老彰子の母親であった。中学校・高校の音楽の授業ではオーケストラ総譜を読みながら交響曲を聴くなどのクラシックオタク教育を受けた。
2017年、第15回エンドセリン国際会議では、プラハのトロヤ城にて、プラハ音楽院の教員・学生らと共にバッハのブランデンブルク協奏曲第5番全曲をサプライズ演奏した。
筑波バプテスト教会の日曜礼拝では、毎週フルートによる賛美歌伴奏を担当している。

## 略歴
- 1979年 武蔵高等学校卒業、筑波大学医学専門学群入学
- 1984年 オーストラリアのニューカッスル大学短期留学
- 1985年 筑波大学医学専門学群卒業、同大大学院進学、岡崎国立共同研究機構基礎生物学研究所派遣（1986年まで）
- 1988年 筑波大学大学院医学研究科 博士課程修了（医学博士）
- 1989年 筑波大学基礎医学系薬理学 講師
- 1991年 京都大学医学部第一薬理学 講師
- 1991年 テキサス大学サウスウェスタン医学センター 准教授 兼 ハワードヒューズ医学研究所 准研究員
- 1996年 同大学 教授 兼 同研究所 研究員 （2014年3月まで）
- 1998年 The Patrick E. Haggerty Distinguished Chair in Basic Biomedical Science, UTSW
- 2001年 JST/ERATO「柳沢オーファン受容体プロジェクト」総括責任者（2007年3月まで）
- 2010年 内閣府 最先端研究開発支援プログラム（FIRST）[17]中心研究者（2014年3月まで）、 筑波大学 教授兼任
- 2012年 文部科学省 世界トップレベル研究拠点プログラム 国際統合睡眠医科学研究機構（WPI-IIIS）機構長[7]
- 2014年 テキサス大学サウスウェスタン医学センター 客員教授
- 2017年 筑波大発スタートアップベンチャー企業「株式会社S'UIMIN」[24]を起業し、代表取締役CEO社長に就任[25]
- 2021年 柳沢がプロジェクト・マネージャーを務める研究プロジェクト『睡眠と冬眠:２つの「眠り」の解明と操作が拓く新世代医療の展開』がムーンショット型研究開発事業[22]に採択される[23]
- 2024年 株式会社S'UIMIN代表取締役CEO社長を辞任し、同社取締役CSO会長に就任[26]

## 受賞歴等
- 1990年 茨城県科学技術振興財団 つくば賞[27]
- 1997年 Robert J. and Claire Pasarow財団　Medical Research Award
- 1998年 国際腎臓学会　The Donald Seldin Award
- 1998年 米国薬理学会　ジョン・J・エイベル賞[28]
- 1998年 米国心臓学会　The Novartis Award
- 1998年 The Kilby Awards 財団　The Kilby Award
- 1999年 米国生化学・分子生物学会　The Amgen Award
- 2000年 ブレインサイエンス振興財団　塚原仲晃記念賞[29]
- 2000年 東京テクノフォーラム21　ゴールドメダル賞[30]
- 2001年 ノボノルディスク財団　The Jacobæus Award[31]
- 2003年 米国科学アカデミー正会員に選出[8]
- 2003年 Bristol-Myers Squibb Achievement Award in Cardiovascular Research[32]
- 2006年 米国睡眠学会 Outstanding Scientific Achievement Award[33]
- 2012年 The Ulf von Euler Lecture, Karolinska Institutet[34]
- 2013年 日本心血管内分泌代謝学会 高峰譲吉賞[35]
- 2015年 米国生理学会　The Walter B. Cannon記念賞[36]
- 2016年 紫綬褒章受章[37]
- 2016年 認定NPO法人日本ホルモンステーション　松尾賞[38]
- 2017年 ベーリンガーインゲルハイム社よりベルツ賞1等賞[39]
- 2018年 2017年度朝日賞[40]
- 2018年 第23回慶應医学賞[41]
- 2019年 文化功労者[42]
- 2019年 高峰記念第一三共賞
- 2023年 生命科学ブレイクスルー賞[43]
- 2023年 クラリベイト引用栄誉賞[44][45]

## 著書
- 「ニュートン超図解新書 最強に面白い 睡眠」（監修） ニュートンプレス 2023年 ISBN 978-431552735-3
- 「今さら聞けない 睡眠の超基本」（監修） 朝日新聞出版 2024年 ISBN 978-4-02-333409-0
- 「Newton別冊 睡眠のサイエンス」（監修） ニュートンプレス 2025年 ISBN 978-4-315-52885-5

## 出演
- NHKアカデミア「柳沢正史 生きるヒントが、ここに。」（2023年6月21日、NHK Eテレ）[46]
- あさイチ「ぐっすり寝たい!睡眠改善SP」（2024年4月30日、NHK総合）[47]、「ツイQ楽ワザ 夏の睡眠改善スペシャル」（2024年8月27日、 同 ）[48]、「睡眠不足が認知症やメタボの原因に!?今すぐ改善!春の睡眠SP」（2025年3月11日、同）[49][50]
- 情熱大陸「Vol.1322 睡眠学者 柳沢正史」（2024年10月13日、MBS毎日放送/TBS系列）[51]
- 林修の今、知りたいでしょ!「今知らないと危ない！冬の睡眠６大講座」（2024年12月5日、テレビ朝日）[52]
- シューイチ「中山のイチバン」（2024年12月8日、日本テレビ）[53]